# Bourbince
Bourbince – rzeka we Francji, przepływająca przez teren departamentu Saona i Loara, o długości 82,4 km. Stanowi lewy dopływ rzeki Arroux.